# Kristoffer Triumf
Per Kristoffer Triumf, född 1 mars 1974 i Strängnäs, är en svensk poddare, journalist, redaktör och tidigare copywriter.
Triumf arbetade som skribent på Nöjesguiden mellan 1994 och 1998, därefter som copywriter på webbyråer och vann 2007 ett guldägg för sitt arbete med Absolut Vodka. Efter flera år i branschen sadlade han om och började istället arbeta med TV. Han har bland annat arbetat som redaktör för Filip och Fredriks program Breaking News.
Triumf driver även podden Värvet, en av Sveriges mest nedladdade poddar. Där intervjuar han i timslånga avsnitt svenska kändisar och hade inledningsvis ett visst fokus på komiker för att senare bredda urvalet till personer även utanför nöjessfären. I november 2011 gjorde Triumf själv debut som ståuppkomiker.
2013 nominerades Kristoffer Triumf till Stora journalistpriset i kategorin "Årets förnyare" för sitt arbete med Värvet. 2021 nominerad till Guldörat i kategorin "Årets intervju".
År 2021 debuterade han som författare med romanen Törst på Bookmark förlag. Boken skildrar Triumfs komplicerade förhållande till alkohol och droger.
År 2022 medverkade Triumf i underhållningsprogrammet Sveriges mästerkock VIP.